# Oaksterdam
Oaksterdam est un quartier culturel du nord du centre-ville d'Oakland où l'on vend du cannabis à usage médical dans divers cafés, magasins, etc. Le nom vient d'une contraction du mot Oakland et Amsterdam.
Depuis 2005, une loi de l'État de Californie autorise le cannabis à usage thérapeutique. Oaksterdam abrite la Oaksterdam University, ouverte en 2007, où l'on peut apprendre tout sur l'histoire, la culture, l'utilisation du cannabis. 